# Viola adunca
Viola adunca (лат.) — вид двудольных растений рода Фиалка (Viola) семейства Фиалковые (Violaceae). Естественный ареал — западная часть Северной Америки, Канада и Гренландия.

## Ботаническое описание
Многолетнее опушённое, компактное растение, растущее из небольшого корневища высотой от 2 до 30 см в высоту.
Для вида характерно компактное расположение 5-40 мм округло-яйцевидных тупоконечных листьев, края которых обычно зубчатые, на 5-70 мм стеблях, и цветки фиолетового цвета.
Листовая пластинка овальной или овально-дельтовидной формы. Длина 0,5-6,9 см, ширина 0,4-5,5 см, по краю цельные или зазубренные, основание сердцевидное или сходящееся к черешку, вершина острая или тупая. Прицветники от равносторонних до равносторонне-ланцетных. Черешок голый, длиной 0,5-13,5 см.
Чашелистики ланцетной формы вырастают до 1-2 мм в длину. Лепестки обратнояйцевидные, пурпурного цвета, длиной 7-17 мм, передний лепесток снабжен тупым шпорцем длиной 5-7 мм.
Плод — яйцевидная коробочка длиной 6-11 мм.

## Распространение и экология
Произрастает в лесах, на лугах, берегах водоёмов и скалистых участках. Встречается на высоте до 3800 м над уровнем моря.
Viola adunca является растением-хозяином личинок бабочки Speyeria zerene. Опыление производят пчёлы и другие насекомые. Polites mardon использует его как источник нектара, а птицы и мыши используют семена в качестве источника пищи.
В естественных условиях вид встречается в Гренландии, Канаде, США и Мексике (в штатах Сонора и Чиуауа).

## Использование
Листья и цветы съедобны, их можно употреблять в салатах, в качестве отвара или заваривать как чай. Эти части растения содержат большое количество витаминов А и С. Однако корневища, плоды и семена ядовиты для человека и могут вызвать расстройство желудка, проблемы с кишечником, дыханием и кровообращением.
Индейцы народа Черноногие применяют настой корней и листьев к больным и опухшим суставам, дают настой листьев и корней детям-астматикам, и используют растение для окрашивания стрел в синий цвет. Дакелхи принимают отвар всего растения при болях в желудке, клаллам прикладывают припарку из растертых цветков к груди или боку от боли, мака жуют корни и листья во время родов, а толовы прикладывают припарку из разжёванных листьев к больным глазам.